# William J. Durham
William J. Durham (1896–1970) residiu em Sherman, Texas, durante grande parte de sua vida. Ele se destacou como advogado afro-americano e líder no movimento pelos direitos civis.